# Життя пройшло вночі
«Життя пройшло вночі» (інші назви: «Сурайя» і «Люди») — радянський художній чорно-білий художній фільм 1964 року, знятий режисером Учкуном Назаровим на кіностудії «Узбекфільм».

## Сюжет
У житті часом буває так, що маленька помилка, незначний на перший погляд компроміс, невірний крок спричиняють великі ускладнення і в результаті виявляється, що життя склалося не так, як мріялося.
Саме так і сталося з Сурайєю.

## У ролях
- Світлана Норбаєва — Сурайя
- Туган Режаметов — Акрам
- Сайрам Ісаєва — Адолатхон
- Бікен Рімова — казашка
- Хамза Умаров — Раджабов
- Лютфі Саримсакова — стара
- Мукамбар Рахимова — епізод

## Знімальна група
- Режисер — Учкун Назаров
- Сценаристи — Учкун Назаров, Йосип Прут
- Оператор — Хатам Файзієв
- Композитор — Муталь Бурханов
- Художник — Вадим Добрін